# Dumyat
Der Dumyat ist ein Hügel an der Ostgrenze der schottischen Council Area Stirling. Die 418 m hohe Erhebung bildet den westlichen Endpunkt der Ochil Hills.
Der Dumyat liegt nördlich des ebenen Tals des Forth und ragt von Südwesten kommend abrupt auf. Er besitzt ein charakteristisches Aussehen und prägt die Umgebung. Von seiner Kuppe aus bietet sich ein Fernblick über das Forthtal mit den Städten Stirling, Bannockburn, St Ninians und Alloa. In Blickrichtung Norden sind die Grampians erkennbar. Die Siedlung Blairlogie befindet sich am Fuß des Dumyat in südlicher Richtung. An den Hängen des Dumyat sind die Überreste des prähistorischen Dumyat Fort zu finden.

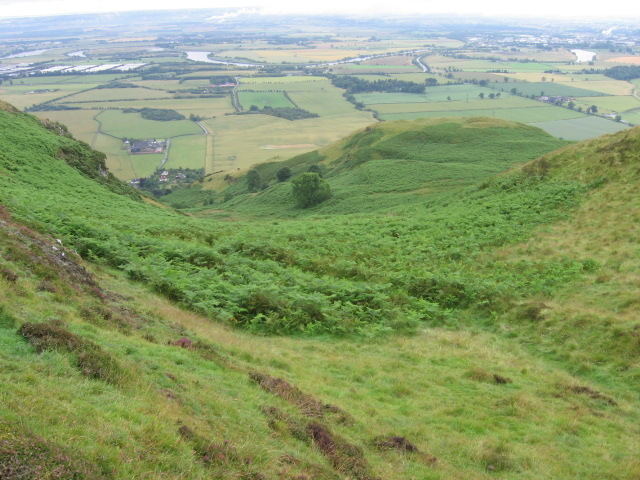
Blick vom Dumyat über das Forthtal
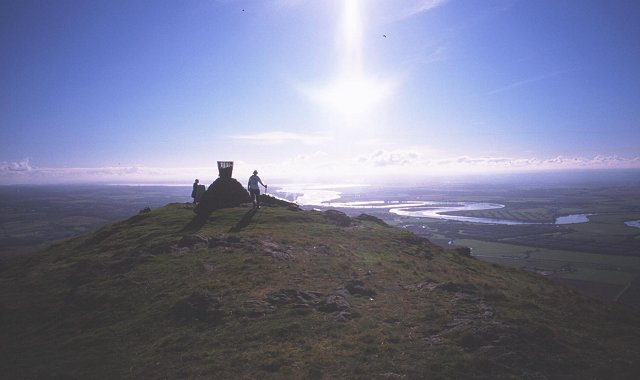
Kuppe des Dumyat
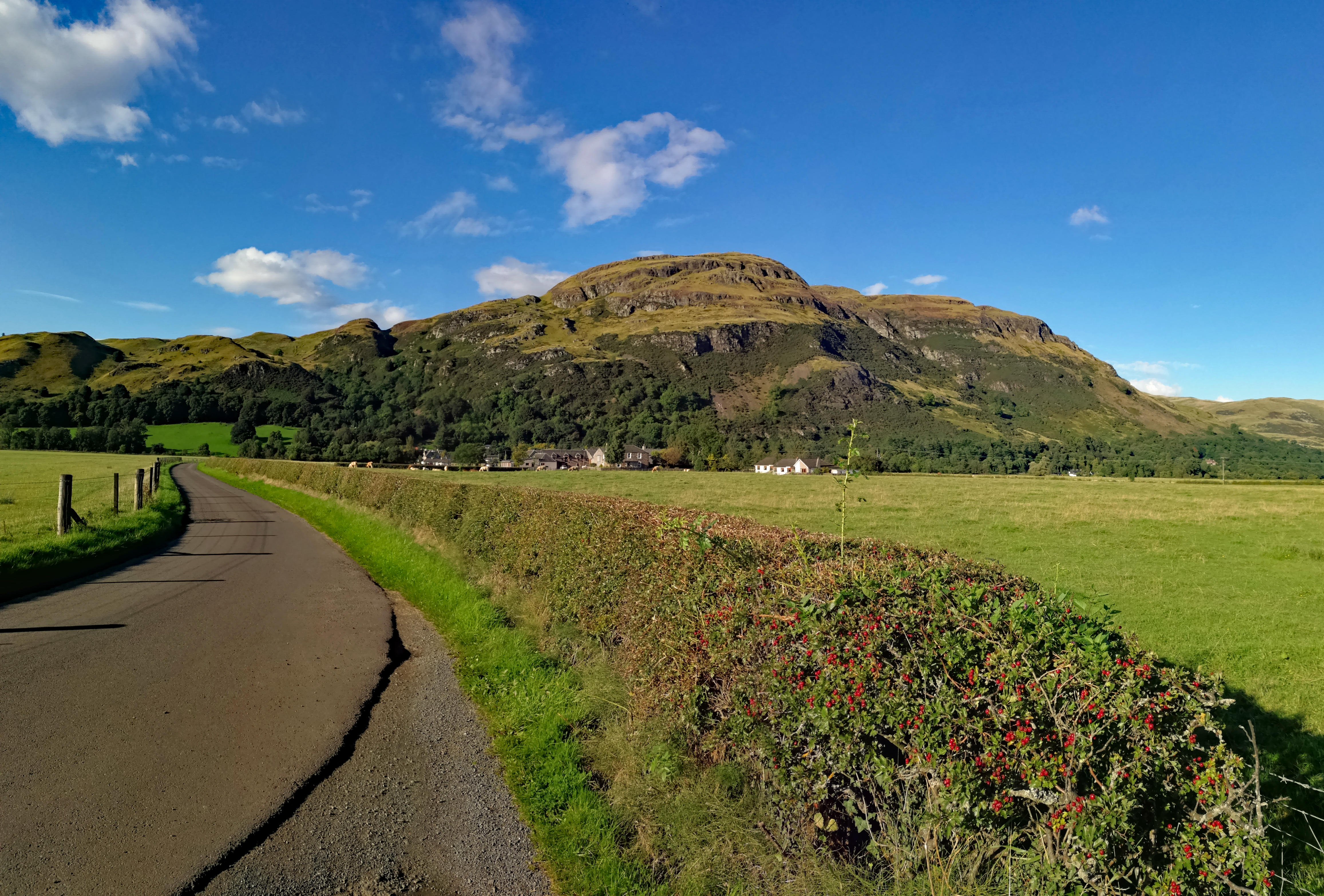
Dumyat von Süden aus